# Michaela Marzola
Michaela Marzola (Bolzano, 21 febbraio 1966) è un'ex sciatrice alpina italiana.

## Biografia
Specialista delle gare veloci originaria di Selva di Val Gardena, era figlia dello sciatore e dirigente sportivo Gianni ed è sorella dello sciatore Ivan. Esordì in campo internazionale in occasione dei Mondiali juniores di Sestriere 1983; in Coppa del Mondo ottenne il primo risultato di rilievo il 21 dicembre 1984 nella discesa libera di Santa Caterina di Valfurva, conclusa al 15º posto, e l'unica vittoria, nonché unico podio, il 25 gennaio 1986 a Megève in supergigante, giungendo davanti all'austriaca Elisabeth Kirchler e alla tedesca occidentale Traudl Hächer. Chiuse quella stagione 1985-1986 al 3º posto nella classifica della Coppa del Mondo di supergigante, alle spalle della tedesca occidentale Marina Kiehl e della canadese Liisa Savijarvi.
Ai XV Giochi olimpici invernali di Calgary 1988, sua unica presenza olimpica, si piazzò 19ª nella discesa libera, 7ª nel supergigante e 10ª nella combinata. Colse l'ultimo piazzamento internazionale di rilievo nel supergigante di Coppa del Mondo disputato il 13 marzo seguente a Rossland (14ª) e gli ultimi risultati in carriera ai Campionati italiani 1991, dove vinse la medaglia d'oro nella discesa libera e quella di bronzo nel supergigante. Non ottenne piazzamenti iridati.

## Palmarès

### Coppa del Mondo
- Miglior piazzamento in classifica generale: 28ª nel 1986
- 1 podio:
  - 1 vittoria

#### Coppa del Mondo - vittorie
| Data            | Località | Paese   | Specialità |
| --------------- | -------- | ------- | ---------- |
| 25 gennaio 1986 | Megève   | Francia | SG         |

Legenda:

SG = supergigante

### Campionati italiani
- 17 medaglie[3]:
  - 8 ori (combinata nel 1985; supergigante nel 1986; supergigante nel 1987; discesa libera, supergigante nel 1988; discesa libera, supergigante nel 1990; discesa libera nel 1991)
  - 2 argenti (discesa libera nel 1984; discesa libera nel 1985)
  - 7 bronzi (combinata nel 1983; slalom gigante nel 1987; slalom gigante, slalom speciale nel 1988; slalom gigante, slalom speciale nel 1989; supergigante nel 1991)